# Сенцово (Сасовский район)
Сенцо́во — посёлок сельского типа в Сасовском районе Рязанской области России. Входит в состав Демушкинского сельского поселения.

## Географическое положение
Расположен на правом берегу реки Цны, в трёх километрах к северо-востоку от райцентра Сасово, в двух километрах к северу от железнодорожной платформы 383 км.

### Ближайшие населённые пункты
- село Бастаново в 3 км к северо-востоку по асфальтированной дороге;
- город Сасово (микрорайон Авиагородок) в 2 км к юго-западу по асфальтированной дороге.

## Население
| 1981 | 1984 | 1989 | 2010 |
| ---- | ---- | ---- | ---- |
| 140  | →140 | ↘73  | ↘40  |